# John Scott Russell
John Scott Russell född 1808 i Glasgow, död 1882 på Isle of Wight, var en skotsk ingenjör och skeppsbyggmästare

## Biografi
Russel var son till David Russell och Agnes Clark Scott. Han examinerades redan vid sexton års ålder vid universitet i Glasgow, studerade därefter ingenjörsvetenskaperna och var 1832-33 vid 24 års ålder vikarierande professor i naturvetenskap vid Edinburghs universitet. Sedan han konstruerat ett flertal ångfartyg och ångdrivna lokomobiler för landsvägar, blev han ledare för en av Skottlands största mekaniska verkstäder. Russell flyttade 1844 till London, där han till en början byggde fyra större ångfartyg för den västindiska traden.
Genom en lång följd experiment utforskade Russell lagarna för vattnets motstånd mot flytande kroppars rörelse och framställde 1835 sin "vågteori". Vågteorin låg till grund till förbättrade egenskaper av fartygsskrovs bottenform i att minimera dess motstånd när fartyget gör fart genom vatten, därigenom kunde skrovet uppnå en större fart vid mindre åtgång av energi än det tidigare varit möjligt. Detta system tillämpade Russell tillsammans med Isambard Kingdom Brunel vid konstruktionen och byggandet av ångaren Great Eastern. Han utförde även ritningsunderlaget till den första engelska pansarfregatten. Russell uppfann möjligheten med transporter av rälsbunden trafik över sjön ombord på färjor, systemet blev först förverkligat på Bodensjön. Russell konstruerade den koniska järnkupolen med en diameter av 108 meter till Rotundan inför Världsutställningen 1873.
Russell var medlem av Royal society samt viceordförande i Institutionen för civilingenjörer och grundare samt medlem i Royal Institution of Naval Architects. Russell var även sekreterare i Royal Society of Arts där han var en av de tre egentliga upphovsmännen till den första världsutställningen i London 1851.

## Solition
Russell observerade solitonen i vågrörelser på en kanal i Skottland, en vågrörelse består i hastighet och kraft trots dess transport över ett längre avstånd. När Russell var under utprovning av ett nytt skrov till en ångbåt i en kanal i Skottland observerade han en halv meter hög och tio meter bred våg vid dess fortplantning utefter en flera kilometer lång sträcka. Han forskade vidare i sin verkstad med hjälp av en bassäng och fastslog vissa huvudfenomen i vågrörelser;
- Vågor kan fortplanta sig över längre sträckor med samma rörelse och kraft.
- En vågs hastighet är beroende av dess storlek och vattendjupet.
- En mindre våg blir upphunnen av en större våg, den mindre vågen absorberas av den större.
- När en våg är för stor för vattendjupet delar den sig i en liten och en stor våg.

Det tog till 1865 tills fenomenet kunde beskrivas genom Korteweg-de Vries-ekvationen, i dag används teorin vid datasimulering av solitoner.

## Publikationer
- John S Russell, The Modern System of Naval Architecture (London, 1865).
- John S Russell, The Wave of Translation in the Oceans of Water, Air and Ether (London, 1885).